# Hlubočepy
Hlubočepy (německy Kohlfelden) jsou městská čtvrť a katastrální území na jihu pražské městské části Praha 5.

## Charakter čtvrti
Součástí historické obce a katastrálního území Hlubočepy je i širší okolí, do kterého patří čtvrti Barrandov (starý Barrandov a sídliště Barrandov), Klukovice, Zlíchov a Žvahov.
Zástavba vlastní čtvrtě Hlubočepy se nachází v údolí Dalejského potoka. Podél hlavní ulice, Hlubočepské, zvedající se na západ na Barrandov a vedoucí na severovýchod na Zlíchov se nachází většina domů. Jsou to hlavně rodinné domky, přesto se v údolí nachází několik patrových staveb. Zlíchov je velmi malá čtvrť ležící v severovýchodní části katastrálního území. Je tvořena jen několika činžovními domy a pár rodinnými domy. Barrandov leží ve východní části katastrálního území, leží nad Vltavou na Barrandovských skalách. Je tvořen vilovou čtvrtí a filmovými studii a ateliéry, která byla z velké části za dob 1. republiky. Čtvrť je pojmenována po francouzském geologovi Joachimu Barrandovi, který zde v 19. století zřejmě hledal zkameněliny. Sídliště Barrandov leží zhruba ve středu katastrálního území. Bydlí zde většina obyvatel katastrálního území. Sídliště bylo postaveno v letech 1981-1986. Sídliště bylo postaveno s kapacitou bytů pro 29 700 lidí (8489 bytů). Žvahov je vilová čtvrť rozkládající se na stráni vrchu Děvín, jehož okolí se nazývá Dívčí Hrady, nad Zlíchovem (dá se počítat i za součást Zlíchova). Klukovice jsou malá vesnice na jižním úbočí Prokopského údolí propojená se sídlištěm Barrandov.

### Obyvatelstvo
Katastrální území Hlubočepy mělo k 31. prosinci 2008 23 059 obyvatel. Počet obyvatel Hlubočep má stoupající tendenci. Od roku 2001, kdy byl počet obyvatel 20 701 obyvatel, se zvýšil o zhruba 1300 obyvatel a dá se předpokládat, že tento trend bude i nadále pokračovat.[zdroj?] Nové obyvatele do Hlubočep láká blízkost Prokopského údolí, dobrá dopravní obslužnost a rozsáhlá občanská vybavenost

### Využití území
Podle údajů z roku 2008 je složení ploch na území katastrálního území následující:
| zemědělská půda            | 127 ha | 21 %   |
| lesní půda                 | 68 ha  | 11 %   |
| vodní plochy               | 15 ha  | 2,5 %  |
| zastavěné plochy a nádvoří | 53 ha  | 8,7 %  |
| ostatní plochy             | 344 ha | 56,8 % |
| celková výměra             | 607 ha |        |

Z tabulky lze vyčíst, že území je silně poznamenáno lidskou činností, čemuž nasvědčuje vysoké procento zastavěné a ostatní plochy. Ani zemědělská půda zde není zastoupena málo.

### Životní prostředí
Hlubočepy spadají do Karlštejnského bioregionu (viz Karlštejnský bioregion).
Naučné stezky jsou zde 3. A to NS Prokopské údolí – Butovickým hradištěm, NS Údolím Dalejského potoka a NS Barrandovy skály a Chuchelský háj.
Na území čtvrti nebo v jejím těsném sousedství se nachází několik chráněných území:
- Přírodní rezervace Prokopské údolí
- Národní přírodní památka Barrandovské skály
- Přírodní památka Železniční zářez
- Přírodní památka Ctirad
- Přírodní památka Pod Žvahovem
- Přírodní památka Pod školou

#### Biocentra a biokoridory
Největším biocentrem lokality je Prokopské údolí. Je zde oproti okolí vysoká druhová biodiverzita a to jak v oblasti flory tak i fauny. Hnízdí zde například více než 60 druhů ptáků. Biocentrum je místní funkční. Dalším biocentrem je vrchol kopce Děvín. Jde o místní funkční biocentrum. Další 3 místní funkční biocentra jsou na Zlíchově, centrum v území PP Pod Žvahovem a centrum v okolí obce Holyně.
Poměrně velký biokoridor, který je místní funkční, zasahuje do katastrálního území v okolí Holyně.
V obci Hlubočepy se nachází malý biokoridor, který je místy nefunkční. Na tomto území se nachází ještě 2 biokoridory. Archivováno 18. 1. 2022 na Wayback Machine. Jeden z nich spojuje biocentra na Děvíně a je místy nefunkční. Druhý je v okolí Barrandovského mostu a je nadregionální koridor nefunkční.

### Geomorfologické členění
Geomorfologicky patří katastrální území Hlubočepy do celku Pražská plošina, do podcelku Říčanská plošina, kde je na území okrsku Třebotovská plošina. Třebotovská plošina se vyznačuje silně rozčleněným erozně denudačním reliéfem se zarovnanými povrchy. Levostranné přítoky Vltavy a Berounky mají hluboce zařízlá údolí (Prokopské údolí).

### Reliéf
Reliéf katastrálního území má stejnou charakteristiku jako reliéf celé Prahy. Jsou zde vysoko položené plošiny se zarovnanými povrchy (Barrandov, Sídliště Barrandov a Děvín) a hluboce zaříznutá údolí vodních toků (Prokopské údolí). Světoznámý odkryv Barrandovských skal je složen ze zvrásněného vápence. Disharmonické zvrásnění vzniklo za variské orogenese. Nachází se zde mnoho sedimentů. Na bázi Zlíchovského souvrství je vidět názorný odkryv submarinní skluzové textury. Barrandovské skály jsou součástí Českého masivu.
Prokopské údolí je tvořeno také z vápenců, a to hned z několika druhů vápence. V dolní části Zabité rokle je významná paleontologická lokalita v chýnických vápencích. Další paleontologické oblasti v údolí jsou území dnes již nepoužívaných lomů. Údolím teče potok a nad ním se tyčí vápencové a někde břidlicové skály. Okolí má taktéž vápencový základ.

### Krajinný ráz území
Krajina na katastrálním území Hlubočepy je velmi členitá. Celým územím prochází údolí, které začíná na Zlíchově a postupuje k obci Hlubočepy. Poté údolí jako „Prokopské a Dalejské údolí“ pokračuje k Nové Vsi, Jinonicím a dále až k Řeporyjím. Údolím protékají Prokopský a Dalejský potok. Oba svahy údolí jsou mimo skalnatá a zastavěná území zalesněna. Nad údolím se tyčí vrch Děvín. Svah tohoto vrchu je zastavěn čtvrtěmi Zlíchov, Žvahov a Hlubočepy. Kopec je protkán železničními tratěmi. Mimo zastavěná území je kopec zalesněn a na horní plošině jsou louky. Kopec dále pokračuje, tvoří náhorní plošinu nad Prokopským údolím.
Na druhé straně údolí jsou Barrandovské skály, tvoří však druhý svah údolí pouze u Zlíchova. Jde o náhorní plošinu na které se nachází čtvrť Barrandov. Druhý svah náhorní plošiny je dominantou, která je několik stovek metrů vzdálena od řeky Vltavy, podél které se pár kilometrů táhne. Dále tvoří druhý svah Prokopského údolí kopec, na němž stojí Barrandovské sídliště. Jeho svahy jsou zalesněny nebo zastavěny. Místy jsou zde i skály.

### Podnebí
Hodnoty jsou uvedeny v ročním průměru:
- průměrná teplota vzduchu 7,9 °C
- úhrn srážek 525,9 mm
- trvání slunečního svitu 1668,3 h

Podle údajů, které byly naměřeny v Praze-Ruzyni a jsou uvedeny na internetových stránkách Českého hydrometeorologického ústavu, patří do klimatické oblasti T2 podle členění klimatických oblastí dle Quitta.

## Biota
Oblast je částečně zalesněna a mimo lesy jsou zde i louky a pole. Velkou část území však tvoří zastavěné plochy. Mimo Prokopské údolí a jiná chráněná území je nízká biodiverzita a biota je silně ovlivněna lidskou činností.
Nejvyšší biodiverzita v oblasti je v Prokopském údolí. Lze zde najít skalní stepi, travnaté a keřnaté stepi a fragmenty šípákových doubrav. Stepní lokality zaznamenávají šíření porostů teplomilných křovin. Dřeviny zde zastoupené jsou borovice lesní a černá, modřín opadavý, smrk ztepilý a akát. Mimo tyto druhy se zde vyskytují i dále uvedené dřeviny. Opuštěné lomy byly uměle zalesněny topolem, akátem a jasanem. Na mnoho místech, která jsou zalesněna, převažují pro tuto lokalitu nezvyklé dřeviny, a to borovice černá a trnovník akát. Bylinný porost pod těmito nepůvodními dřevinami je druhotně velice chudý. Další zde vyskytující se dřeviny jsou lípa srdčitá, dub letní a zimní a borovice lesní.
Mezi zástupce fauny zde žijící patří hlavně bezobratlí. Mezi ně bych zařadil např. ovsenku skalní, kuželovku skalní a stepní. Vyskytuje se zde také velké množství druhů motýlů. Mezi ně patří například Coleophora vicinella, Ethmia terminella, Zygaena ephialtes a mnoho dalších. Dále je zde mnoho druhů ptáků, těch v Prokopském údolí hnízdí na 60 druhů. Mezi zde žijící druhy patří pěnice pokřovní, budníček menší, strnad obecný, bažant obecný, jiřička obecná, hýl obecný, hrdlička zahradní a straka obecná. Žije zde daleko více druhů, ale pro jejich vysoký počet nebudu jmenovat všechny. Z plazů patří mezi zástupce ještěrka obecná.

## Historie
O Hlubočepích máme první zmínku z roku 1257. V té době byla tato osada majetkem z části Vyšehradské kapituly a z části Strahovského kláštera. Jejich původní název byl Hlubočepy, a to z důvodu, že se tam musela čerpat voda z veliké hloubky. O dalších sto letech v historii Hlubočep nejsou žádné informace. Je však jasné, že v roce 1388 byly Hlubočepy již ve vlastnictví kláštera kartuziánů, který ležel na území dnešního Smíchova. V tomto období zde byly zakládány vinice a chmelnice. V roce 1419 byly Hlubočepy zabrány Husity z důvodu toho, že byly církevním majetkem. Po husitských válkách se ocitly Hlubočepy ve vlastnictví Starého Města a soukromníků, od kterých byla později jejich část vykoupena Starým Městem. Roku 1547 proběhla konfiskace osady do rukou Ferdinanda II., který tak zabavoval majetek vzbouřeným městům. V 16. století byl základem hospodářství v Hlubočepích a na Zlíchově poplužní dvůr. Vysévalo se tu ročně 375 strychů obilí. Pěstoval se oves, ječmen a pšenice. Byl zde i ovčín s téměř 1200 ovcemi, 4 vinice, mlýn na Dalejském potoce, zahrady, štěpnice, chmelnice a dubové a habrové háje. V osadě byla i krčma. Po mnohém střídání vlastníků přešla osada s pouhými 2 staveními a 5 zbořeništi roku 1717 do majetku jezuitského řádu a patřily mu až do roku 1773, kdy byl řád zrušen. Osada pak přešla do vlastnictví náboženského fondu a místní dvory postupně přecházely do soukromých rukou.
V roce 1843 měly Hlubočepy společně se Zlíchovem 63 domů s 365 obyvateli. Druhá polovina 19. století byla doba, kdy se zde začaly usazovat průmyslové podniky. Vznikly zde vápencové lomy, vápenky, sklárna, továrna na šamotové zboží, lihovar a další. Příliv podniků přilákal i nové obyvatele, v roce 1890 zde již stálo 162 domů s více než 3000 obyvateli. Problém byl, že domy byly na tak velký počet obyvatel malé, a tak se stávaly přelidněné. Tento problém se postupně zvětšoval, což se dá doložit tím, že v roce 1910 byl počet domů 180 a počet obyvatel už byl více než 4000. Situaci se podařilo časem zlepšit. V roce 1922 se staly Hlubočepy součástí Velké Prahy. V té době zde bylo 211 domů se stejným počtem obyvatel jako dříve (v roce 1910).
V druhé polovině 19. století byla v okolí Hlubočep postavena důležitá železniční trať, tzv. Buštěhradská dráha. Stavba začala roku 1870 a do dvou let po ní jel první vlak. Trať ozdobila údolí 2 viadukty, které jsou dnes technickou památkou oblasti. Dráha propojila Prahu s Žatcem, Chomutovem, Karlovými Vary a Chebem. Přivážela uhlí a lázeňské hosty. Trať se nazývá „Pražský Semmering“a je v provozu dodnes. Druhá dráha údolím je trať Praha-Slaný-Louny-Duchcov, byla zprovozněna roku 1873 a je taktéž funkční dodnes.
Průmyslové podniky v obci dnes už připomínají jejich rozpadlé ruiny. Obec si stále zachovává svůj vesnický ráz a mimo rodinných domů je tu jen pár podlažních domů a bytových novostaveb. V obci je též školka a pár restaurací. V katastrálním území Hlubočepy je sídliště Barrandov, které bylo postaveno v letech 1981–1986, sídliště Barrandov čítá 8489 bytů a bydlí v něm zhruba 30 000 lidí. V letech 2001–2005 postavil FINEP na Barrandově na 1000 nových bytů v projektech Panorama Barrandov a Kaskády Barrandov II a III.

## Doprava

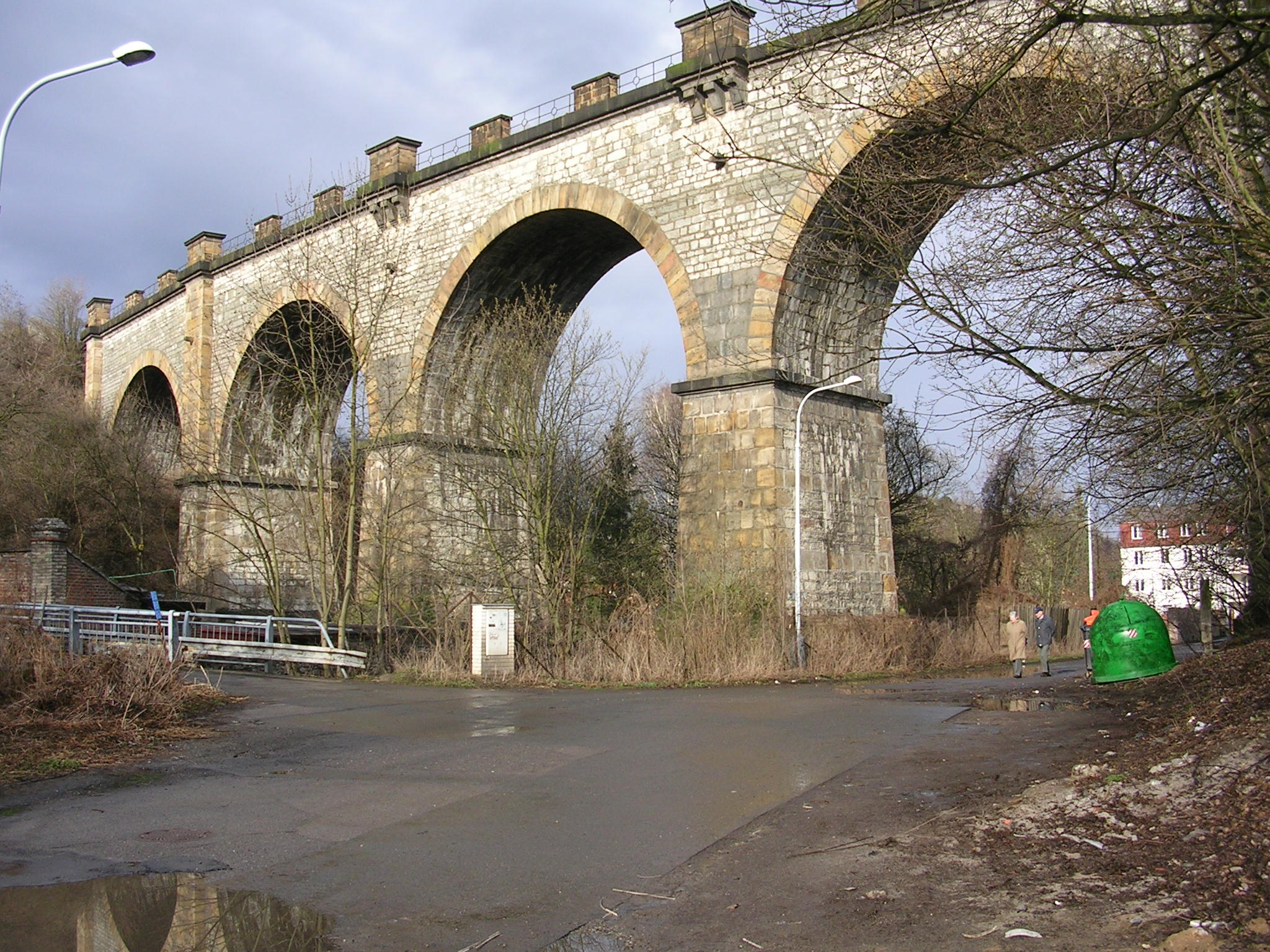
Přes území Hlubočep vedou dvě železniční trati, jejichž součástí je několik vysokých mostů

Oblastí vedou hlavní dopravní tepny, a to jak železniční tak silniční. Oblastí vede ulice K Barrandovu, která vede dopravu od Barrandovského mostu na obchvat. Po dokončení Pražského okruhu nebude již ulicí K Barrandovu vedena tranzitní automobilová doprava. U řeky vede ulice Strakonická, která vede dopravu na Strakonice a Mníšek pod Brdy. Železnice vede podél Vltavy do Radotína a pak podél Berounky do Berouna, dále se jezdí na Plzeň. Tyto dopravní tepny mohou být zdrojem vibrací a hluku, hlavně z kamionové dopravy. Doprava je též hlavním ze zdrojů znečištění ovzduší. Mimo pozemní dopravu je zdrojem hluku i letecká doprava. Podle Rozptylové studie Hl. m. Prahy (ATEM 2008) byly vypočtené průměrné roční koncentrace v roce 2008 následující: IHr NO2 20–40 μg/m³; IHr benzen < 0,75 μg/m³; IHr PM10 20–60 μg/m³. Ve stávajícím stavu dochází k překračování imisních limitů pro PM10.

### Veřejná
Autobusová doprava
Až do roku 2003 každý den projížděly stovky lidí z Barrandova do centra autobusy právě přes Hlubočepské údolí. V tomto roce byla však otevřena tramvajová trať, takže nyní je střed Hlubočep autobusové dopravy téměř ušetřen. Pro místní obsluhu zůstala pouze linka 120 (do září 2012 ještě 104) a v září 2005 byla zavedena linka 128 pro dopravní obsluhu Žvahova. Zajímavostí je, že kvůli nízkému viaduktu v dolní části ulice Nad Zlíchovem není možné používat na trase linky 128 běžné autobusy, proto je linka provozována minibusy.
Tramvajová doprava

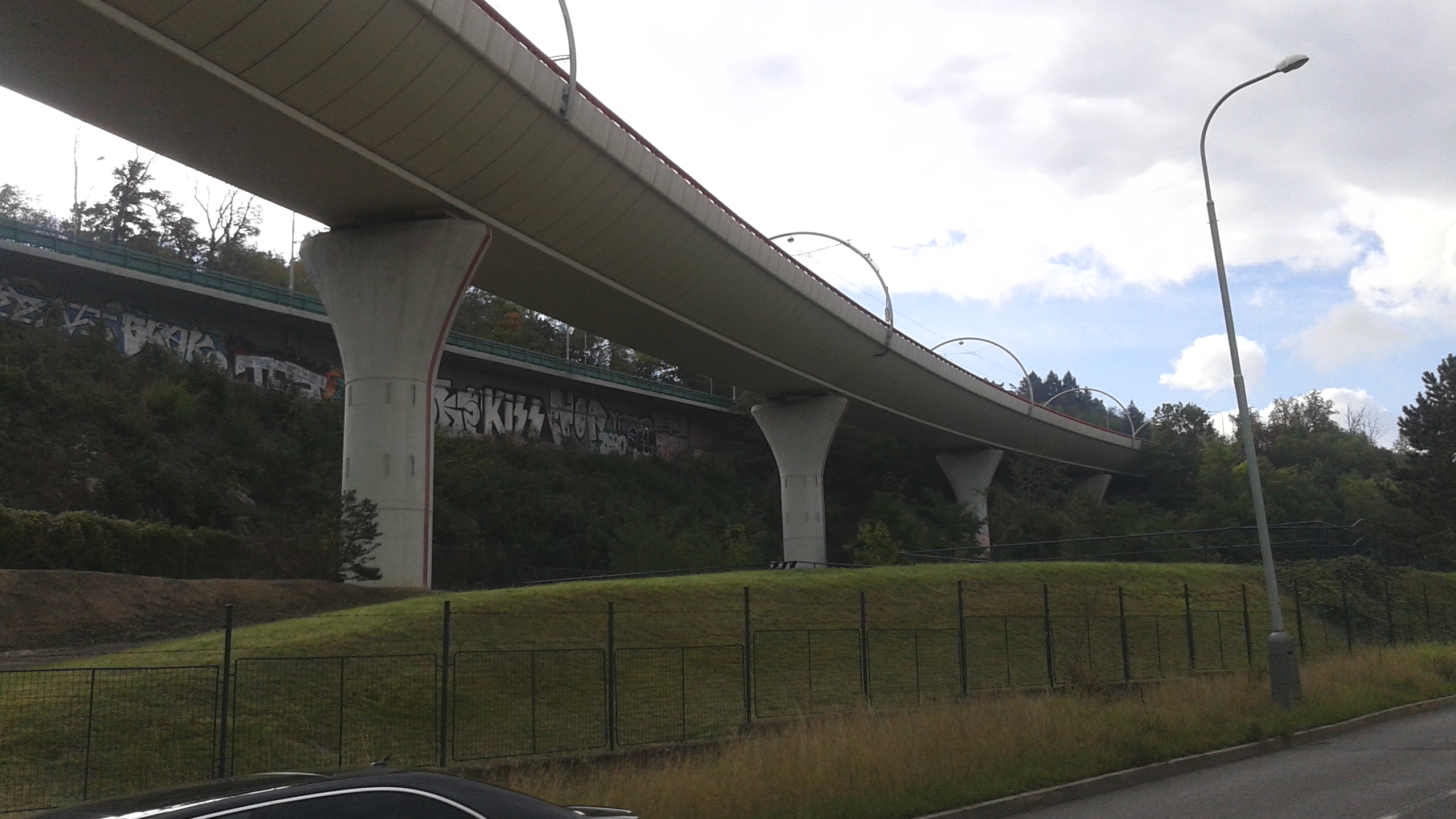
Tramvajový most na Barrandov

Ve staré části Hlubočep začíná zmíněná tramvajová trať zastávkou Hlubočepy (do roku 2003 konečná), následně trať stoupá po mostě přes údolí a Růžičkovu rokli směrem k Barrandovu.
Železniční doprava
Ve čtvrti se na trati číslo 173 vedoucí Prokopským údolím nachází bývalé nádraží Praha-Hlubočepy (1873–2015) a zastávka Praha-Hlubočepy (od roku 2015). Na trati číslo 122 je zastávka Praha-Žvahov (od roku 1989) a bývala zde již zaniklá zastávka Praha-Hlubočepy (1928–1989). Železniční trať 122 vede po viaduktech Pražského Semmeringu, který se vypíná nad celým údolím a dává Hlubočepům charakteristický vzhled.

### Automobilová
Hlavní tepnou automobilové dopravy je Hlubočepská ulice, přesto však spojení na Barrandov je od 80. let pomocí čtyřproudé silnice z Barrandovského mostu.

## Průmysl
- Technoplyn - továrna na výrobu oxidu uhličitého pro akciovou společnost Český průmysl pro výrobu a zužitkování kyseliny uhličité v Praze; zbořeno 2013
- Hydroxygen - továrna na výrobu svářecího plynu, architekt František Albert Libra (1891–1958); kulturní památka
- Vápenka a cementárna Barta & Tichý - výroba vápna, portlandského cementu, keramiky a zboží z kameniny; zbořeno 1975

## Sousedící katastrální území
- Braník
- Holyně
- Jinonice
- Malá Chuchle
- Radlice
- Slivenec
- Smíchov
- Podolí